# Nandete
Nandete ist ein Verwaltungsbezirk (englisch Ward) des Distrikts Nanyumbu in der tansanischen Region Mtwara.

## Geografie
Nandete liegt im Südosten von Tansania etwa 50 Kilometer Luftlinie östlich der Distrikthauptstadt Mangaka. Der Bezirk grenzt im Norden an Matawale, im Nordosten an Marika, im Osten an Mpeta, im Südosten an Lipumburu, im Süden an Mkonona und im Westen an Maratani und Mnanje. Bei der Volkszählung 2022 lebten 11.785 Menschen in 3568 Haushalten auf einer Fläche von 231 Quadratkilometern.

## Gliederung
Der Bezirk besteht aus fünf Gemeinden (Mtaa) mit 35 Orten (Kitongoji):
| Nandete - Sido - Azimio - Mikuva - Mhakuru - Miembe Saba - Kilimahewa - Mzalendo - Namachupa | Ulanga - Elimu - Semeni - Majengo - Chemchem - Kilimahewa | Chivirikiti - Ghalani - Elimu - Msikitini - Sautimoja - Mbuyuni - Kilimahewa - Kazamoyo | Nakole - Ilala - Maputo - Miembeni - Kikwajuni - Mkarakate - Kaloleni - Kisiwani - Bombambili | Mtalikachau - Kariakoo - Misufini - Azimio - Tupendane - Muungano - Amani - Eliimu |

## Infrastruktur
- Bildung: Die Nandete Secondary School ist eine staatliche weiterführende Schule. Sie bildet Tagesschüler bis zur 4. Stufe aus.[8]
- Gesundheit: Im Bezirk liegt eine staatliche Apotheke.[9]